# Мамедов, Салхаб Иса оглы
Салхаб Иса оглы Мамедов (азерб. Səlhab İsa oğlu Məmmədov; род. 4 января 1943, Нуха) — азербайджанский скульптор, Народный художник Азербайджана (2006). Секретарь Союза художников Азербайджана. Проректор Азербайджанской государственной академии художеств, профессор.

## Творчество
Салхаб Мамедов является автором множества работ, среди которых можно назвать памятник «Ходжалы» в Берлине (2011) и памятник Низами Гянджеви в Риме (2012).
29 декабря 2006 года Салхабу Мамедову указом президента Азербайджана Ильхама Алиева было присвоено звание народного художника Азербайджана.
27 декабря 2012 года Салхаб Мамедов указом президента Азербайджана Ильхама Алиева был награждён орденом «Слава». Салхаб Мамедов является также почётным членом Российской академии художеств.

## Галерея работ

Памятник жертвам Ходжалинской резни в Берлине, 2011
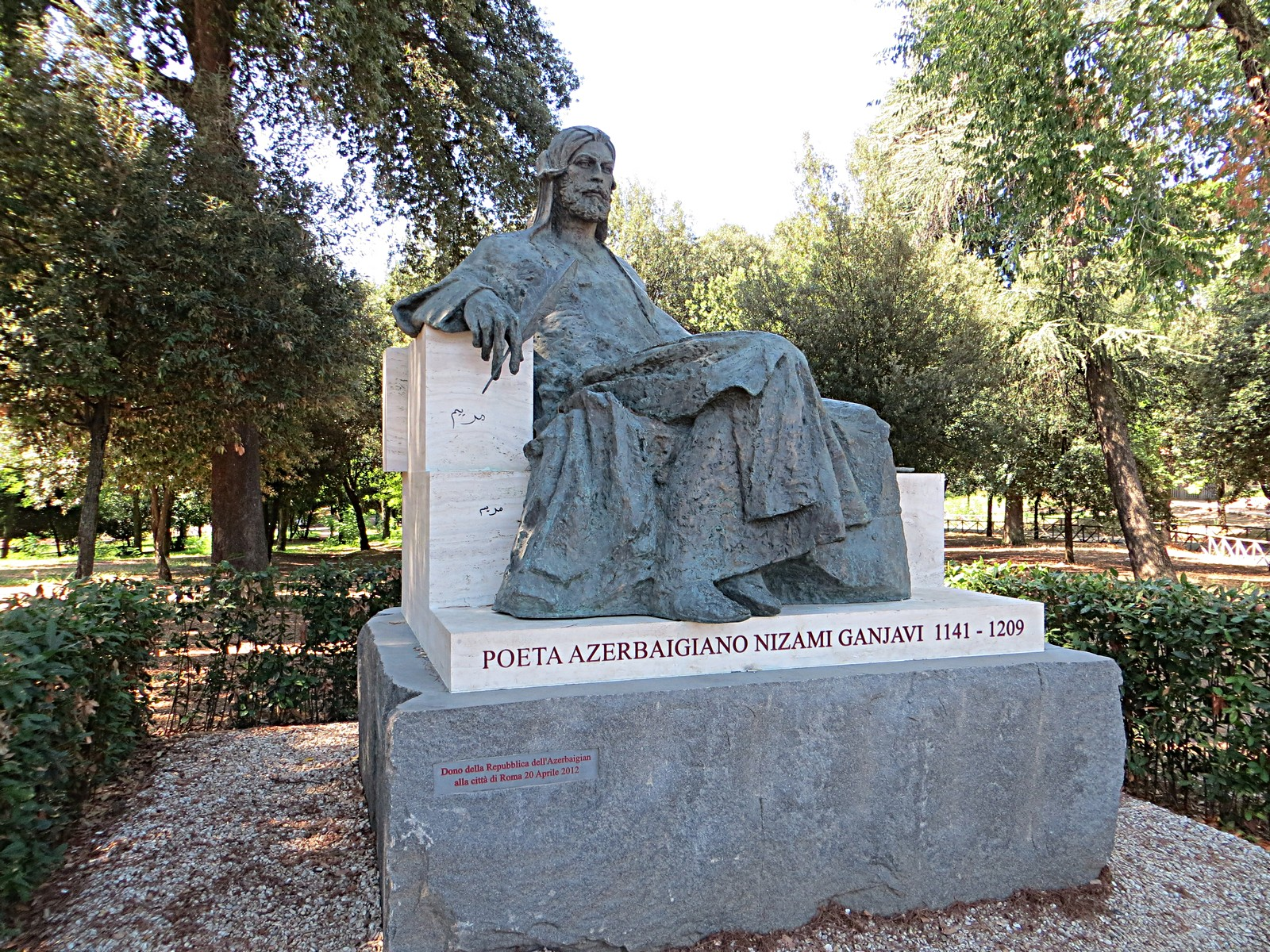
Памятник Низами Гянджеви в Риме, 2012

## Награды и звания
- Орден «Честь» (28 декабря 2017 года) — за большие заслуги в развитии и пропаганде изобразительного искусства в Азербайджане[5]
- Орден «Слава» (19 декабря 2012 года) — за заслуги в развитии азербайджанской культуры[6]
- Народный художник Азербайджана (29 декабря 2006 года) — за заслуги в развитии азербайджанского изобразительного искусства[2]
- Заслуженный деятель искусств Азербайджанской ССР (1988)
- Почётный диплом Президента Азербайджанской Республики (3 января 2023 года) — за многолетнюю плодотворную деятельность в развитии азербайджанского изобразительного искусства[7][8]
- Персональная пенсия Президента Азербайджанской Республики (17 июня 2008 года)[9]